# 灵台线
灵台线（朝鲜语：／ Ryŏngdae sŏn */?）是朝鮮民主主義人民共和國平安南道殷山郡的一條鐵道線路，站點為院仓站到灵台站。

## 路线概况
- 距离：7.1
- 车站数：2
- 轨距：1435mm
- 电气化区间：直流3kV
- 复线区间：无